# فاكوندو بيريز
فاكوندو بيريز (بالإسبانية: Facundo Pérez) هو لاعب كرة قدم أرجنتيني في مركز الوسط، ولد في 31 يوليو 1999 في مدينة كويلمس في الأرجنتين. لعب مع نادي لانوس.

## وصلات خارجية
- فاكوندو بيريز على موقع قاعدة بيانات كرة القدم.إي يو (الإنجليزية)
- فاكوندو بيريز على موقع Soccerway.com (الإنجليزية)